# Philipp Beck
Philipp Beck (23 luglio 1972) è un ex calciatore liechtensteinese, di ruolo centrocampista.

## Carriera

### Nazionale
Ha collezionato 3 presenze con la propria nazionale.

## Palmarès

### Club

#### Competizioni nazionali
- Coppa del Liechtenstein: 1

Vaduz: 1991-1992